# 全通路
全通路（英語：Omnichannel）是一种商业模式，根据弗若斯特沙利文的定义，全通路是“在销售通路的内部及之间营造无缝、轻松、高质量的客户体验”。

## 历史
“Omnis”一词在拉丁语中是“每一个、所有”的意思，这里的意思是整合所有实体渠道（线下）和数字渠道（线上），提供统一的客户体验。
虽然在很久之前人们就开始常识对所有的渠道进行整合，诸如单源发布和响应式网页设计，然而我们通常关注的是内部效率、格式一致性和简单的跨通道重复数据删除。随着渠道数量的激增，当顾客使用多个渠道时，这些渠道之间可能出现脱节。除了传统的物理和人类交互渠道，其他渠道包括移动设备、移动互联网、移动应用程序、上下文关联帮助、增强现实、虚拟现实、聊天機器人等其他渠道。这样一来，就形成了一个复杂的矩阵，其中包含了个人参与组织及其提供的服务或完成任务的可能方式。
在20世纪90年代的时候，零售主要还是通过线下实体店或通过电话以及邮件进行订购。邮购的历史可以追溯到英国企业家普莱斯·普莱斯-琼斯在1861年建立了第一个现代邮购公司，用于销售威尔士法兰绒。1896年，西尔斯百货发布了第一个商品目录，给顾客提供了线上销售的渠道。